# 계산사진술

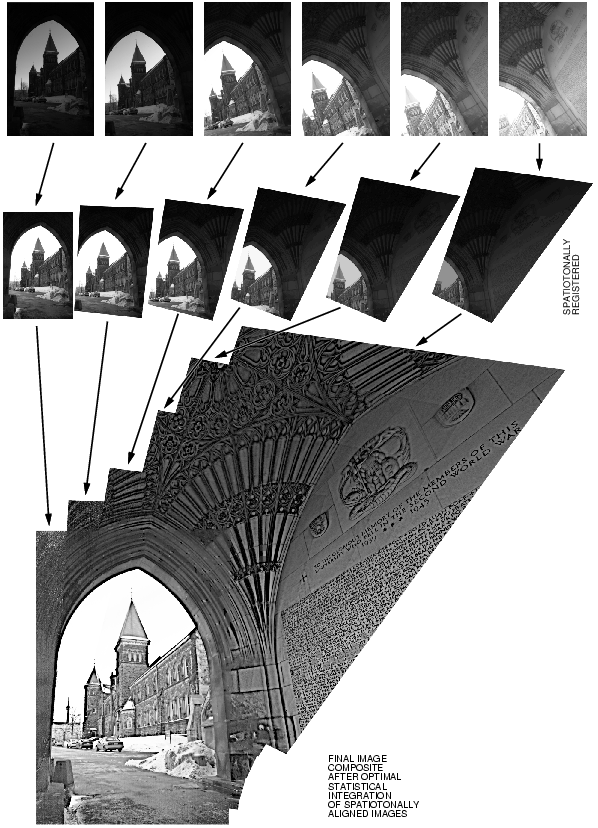

계산사진술(Computational photography)은 광학 프로세스 대신 디지털 계산을 사용하는 디지털 이미지 캡처 및 처리 기술을 의미한다. 컴퓨터 사진은 카메라의 성능을 향상시키거나, 필름 기반 사진에서는 전혀 불가능했던 기능을 도입하거나, 카메라 요소의 비용이나 크기를 줄일 수 있다. 컴퓨터 사진의 예로는 디지털 파노라마, 높은 동적 범위 이미지, 라이트 필드 카메라의 카메라 내 계산이 있다. 라이트 필드 카메라는 새로운 광학 요소를 사용하여 3차원 장면 정보를 캡처한 후 3D 이미지, 향상된 피사계 심도 및 선택적 디포커싱(또는 "포스트 포커스")을 생성하는 데 사용할 수 있다. 향상된 피사계 심도로 기계적 포커싱 시스템의 필요성이 줄어든다. 이러한 모든 기능은 컴퓨터 이미징 기술을 사용한다.
계산사진술의 정의는 컴퓨터 그래픽스, 컴퓨터 비전 및 응용 광학 분야의 다양한 주제 영역을 포괄하도록 발전해 왔다. 이러한 영역은 시어 K. 네이어(Shree K. Nayar)가 제안한 분류법에 따라 정리되어 아래에 나와 있다. 각 영역에는 기술 목록이 있으며, 각 기술에 대해 하나 또는 두 개의 대표적인 논문이나 서적이 인용되어 있다. 더 나은 이미지를 생성하기 위해 전통적으로 캡처된 이미지에 적용되는 이미지 처리(디지털 화상 처리 문서 참고) 기술은 분류에서 의도적으로 생략되었다. 이러한 기술의 예로는 이미지 스케일링, 동적 범위 압축(예: 톤 매핑), 색상 관리, 이미지 완성(일명 인페인팅 또는 구멍 채우기), 이미지 압축, 디지털 워터마킹 및 예술적 이미지 효과가 있다. 또한 범위 데이터, 볼륨 데이터, 3D 모델, 4D 라이트 필드, 4D, 6D 또는 8D BRDF 또는 기타 고차원 이미지 기반 표현을 생성하는 기술도 생략되었다. 엡실론 사진은 컴퓨터 사진의 하위 분야이다.

## 같이 보기
- 적응광학
- 위치 측정 및 동시 지도화